# Gebersdorf (Gräfenthal)
Gebersdorf ist ein Ortsteil der Stadt Gräfenthal im Landkreis Saalfeld-Rudolstadt in Thüringen mit 268 Einwohnern. Am 9. April 1994 (juristisches Wirkungsdatum) wurde der Ort nach Gräfenthal eingemeindet.

## Lage
Gebersdorf liegt westlich von Gräfenthal an der Landesstraße 1098, die nach Lippelsdorf auf die Bundesstraße 281 führt. Der Ortsteil befindet sich im Thüringer Schiefergebirge. Die kupierte Gemarkung des Dorfes liegt in einer typischen Mittelgebirgslandschaft. Sie ist durch Tal-, Hang- und Höhenlagen gekennzeichnet.
Der Ort wird durchzogen vom namensgebenden Gebersbach, der den in der Ortsmitte befindlichen Teich Gebersdorf (0,24 ha) speist.

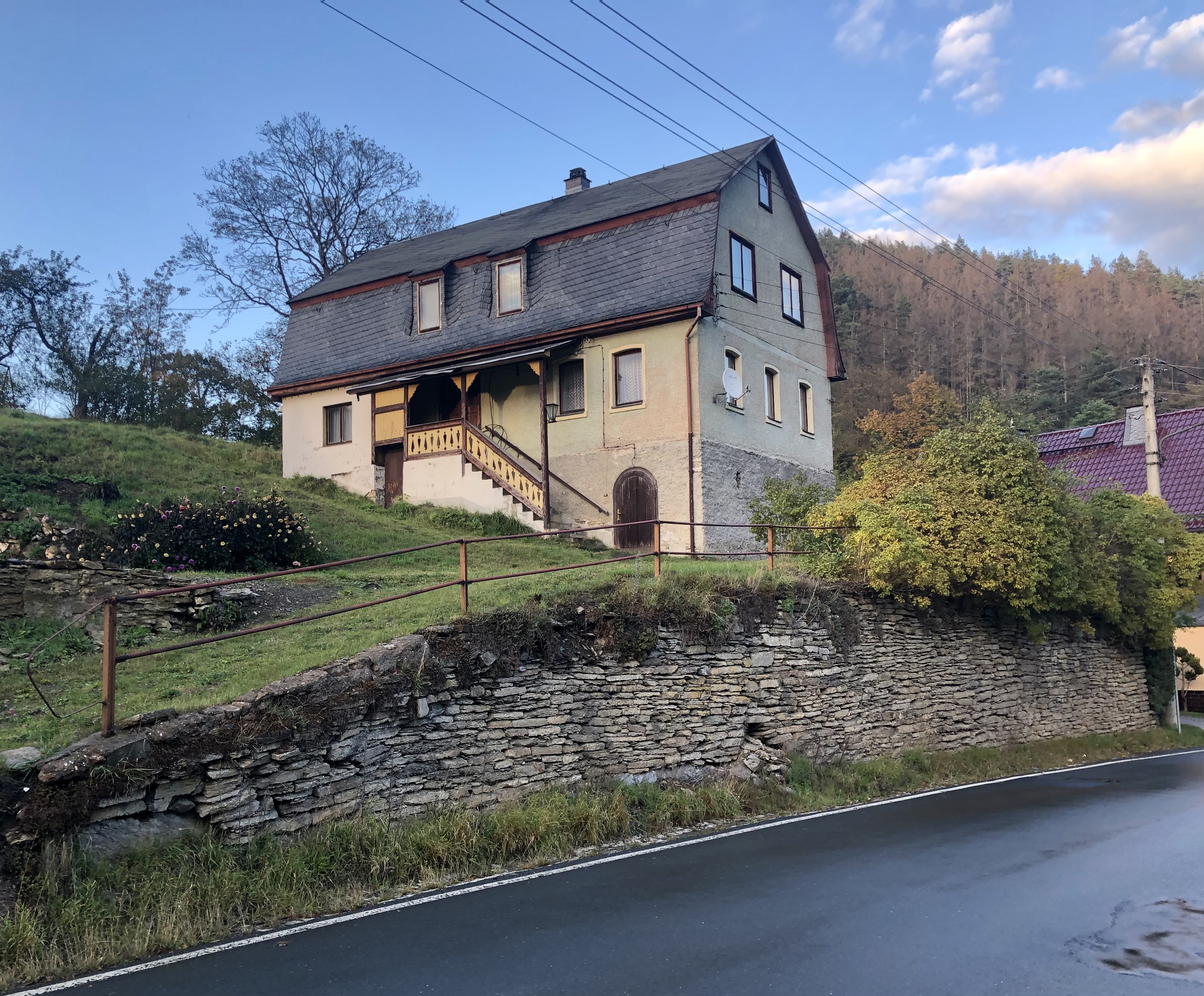
Gebietstypisches Schieferhaus

## Geschichte
Am 7. Februar 1337 wurde das Dorf erstmals urkundlich erwähnt. Zu Beginn auch die Schreibweise „Gabirndorf“ und  „Gabersdorf“. Das Schulhaus, heute Vereinsheim, wurde 1841 errichtet.
Gebersdorf war ein altes Fuhrmannsdorf. Forstwirtschaft und im begrenzten Maß Landwirtschaft waren neben Tourismus (außerhalb der DDR-Zeit) weitere Erwerbsquellen.
Mit Eröffnung der Bahnstrecke Probstzella–Bock-Wallendorf am 15. Oktober 1898 erhielt Gebersdorf mit der gleichnamigen Station einen Eisenbahnanschluss. Am 22. Januar 1997 wurde der Reiseverkehr im Streckenabschnitt Ernstthal–Probstzella eingestellt, am 1. Juli 2006 wurde dieser Abschnitt stillgelegt,
Heute ist der Ort ein beliebtes Urlauberdorf. Es gibt mit dem Hotel Steiger ein Restaurant und Hotel (seit 1881 in Betrieb) am Ort sowie eine Schmiede.

## Varia
1975 drehte Regisseur Richard Cohn-Vossen in Gebersdorf den DEFA-Dokumentarfilm Monika.